# 乞伏智達
乞伏智达（？—？），西秦宗室，陇西鲜卑乞伏司繁的儿子，是西秦国王乞伏归的弟弟。
412年六月，西秦振威将军乞伏公府刺杀了河南王乞伏乾归，据守大夏。平昌公乞伏炽磐派广武将军乞伏智达、杨武将军乞伏木奕干率领三千骑兵，前去讨伐。乞伏智达等人在大夏击败乞伏公府。乞伏智达等攻陷了叠兰城，杀乞伏阿柴、乞伏公府。他拥立乞伏炽磐即位，被封为龙骧将军。413年，奉命至澆河征讨吐谷浑树洛干，擒获其将领呼那乌提，俘虏三千余户而还。